# Hitvalló Egyház
A Hitvalló Egyház (német: Bekennende Kirche) a hitleri Németország azon protestáns gyülekezeteiből tevődött össze, amelyek szembefordultak a nemzetiszocializmus (nácizmus) ideológiájával és terrorjával. Mint protestáló és ellenálló mozgalom, Hitler uralomra jutásától a bukásáig állt fenn.
A kifejezés ugyanakkor a kortárs (mai) protestáns egyházakat is jelöli.

## Története
Németországban már az 1920-as évek végétől súlyos helyzet alakult ki a kereszténység körében. 
Az ún. „német keresztyének” mozgalom olyan új egyházszervezetet akart, amelynek élén birodalmi püspök áll. Az egyházak tanításából törölni akarták a zsidókra vonatkozó bibliai tanításokat, s mi több, föl akarták használni az egyházakat a hatalom eszmei támogatására, a nemzeti érdekek megvalósítása céljából. 
A náci diktatúra 1933-ban a Gleichschaltung  arra kényszerítette a protestáns egyházakat, hogy egyesüljenek a Birodalmi Protestáns Egyházba, amelyet a náci párthoz közeli "Német Keresztények" (Deutsche Christen) csoportja alkotott, amely elfogadta a náci ideológiát.
1933 őszén Martin Niemöller lelkész vezetésével sokan tiltakoztak ez ellen. 1934 májusában Wuppertal Barmen nevű kerületében tartott gyűlés (Barmeni (Hitvalló) Zsinat)  elfogadta a Karl Barth által szövegezett hitvallás-jellegű nyilatkozatot (Barmeni Hitvallás) teológiai alapjául és megindult a "Hitvalló Egyház" szervezése, amely nem engedett a náci befolyásnak, elítélte az árja fajelméletet és a békéért való imádkozásra buzdított.
Később, a Hitvalló Egyház két szárnyra osztódott: a mérsékelt szárnyra, amely szorgalmazta az 1935 szeptemberében kinevezett új "egyházi miniszter" (náci politikus) Hanns Kerrl-rel való együttműködést és a radikális szárnyra, amely ezt elutasította. A mozgalmat 1937 óta egyre inkább üldözték.
A lelkészeinek egy részét letartóztatták (pl. Niemöller, Bonhoeffer), mások elmenekültek (pl. Barth), egy részét pedig elvitték katonának (pl. Gollwitzer).